# Giacomo Nani (sous-marin, 1938)
Pour les articles homonymes, voir Giacomo Nani (sous-marin).
Le Giacomo Nani (fanion « NI ») est un sous-marin de la classe Marcello, construit à la fin des années 1930 pour la Marine royale italienne.
Le nom du sous-marin est un hommage à Giacomo Nani (1725-1797), un capitaine et homme politique italien de la république de Venise.

## Conception et description
Les sous-marins de la classe Marcello ont été conçus comme des versions améliorées de la précédente classe Glauco. Ils ont un déplacement de 1 043 tonnes en surface et 1 290 tonnes en immersion. Les sous-marins mesuraient 73 mètres de long, avaient une largeur de 7,19 mètres et un tirant d'eau de 5,1 mètres.
Pour la navigation de surface, les sous-marins étaient propulsés par deux moteurs diesel de 1 800 cv (1 342 kW), chacun entraînant un arbre d'hélice. En immersion, chaque hélice était entraînée par un moteur électrique de 550 chevaux-vapeur (410 kW). Ils pouvaient atteindre 17,4 nœuds (32,2 km/h) en surface et 8 nœuds (15 km/h) sous l'eau. En surface, la classe Marcello avait une autonomie de 7 500 milles nautiques (13 900 km) à 9,4 noeuds (17,4 km/h), en immersion, elle avait une autonomie de 120 milles nautiques (220 km) à 3 noeuds (5,6 km/h).
Les sous-marins étaient armés de huit tubes lance-torpilles internes de 53,3 cm, quatre à l'avant et quatre à l'arrière. Une recharge était arrimée pour chaque tube, ce qui leur donnait un total de seize torpilles. Ils étaient également armés de deux canons de pont de 100 mm et de quatre mitrailleuses de 13,2 mm pour le combat en surface.

## Construction et mise en service
Le Giacomo Nani est construit par le chantier naval Cantieri Riuniti dell'Adriatico (CRDA) de Monfalcone en Italie, et mis sur cale le 15 janvier 1936. Il est lancé le 16 janvier 1938 et est achevé et mis en service le 5 septembre 1938. Il est commissionné le même jour dans la Regia Marina.

## Histoire du service
Le Nani est affecté au IIe groupe de sous-marins à Naples pour lequel il est employé pour la formation de 1938 à 1940.
Avec l'entrée en guerre de l'Italie, il a mené à bien trois missions offensives infructueuses en Méditerranée, parcourant 3 796 milles nautiques en surface et 927 milles nautiques sous l'eau. Lors d'une de ces missions, le 23 juillet 1940, il lance deux torpilles contre un destroyer naviguant au large du Maroc, mais les torpilles, défectueuses, ne touchent pas.
Il a ensuite été envoyé dans l'Atlantique. Le 29 septembre 1940, il quitte Naples sous le commandement du capitaine de corvette Gioacchino Polizzi et le 4 octobre, il passe le détroit de Gibraltar. Pendant la traversée, il coule jusqu'à 140 mètres à cause des courants.
Le 5 octobre, il a lancé quatre torpilles contre le chalutier armé HMS Kingston Sapphire (356 tonneaux) qui, touché par l'un des canons, a coulé à une cinquantaine de milles nautiques du cap Spartel. Il s'est ensuite rendu dans les environs de Madère sans rencontrer d'unités, puis a pris le chemin du retour.
Le 23 octobre, il ordonne l'arraisonnement du navire à vapeur grec Sulliotis que - après une inspection - il doit laisser partir parce que neutre. Le 27 octobre, il arrête le navire à vapeur suédois Maggie (1 583 tonneaux), il inspecte également ce navire et, ayant constaté qu'il transporte du charbon destiné au Royaume-Uni, il le coule à coups de canon, puis remorque les canots de sauvetage pendant environ 12 heures jusqu'à les porter à 21 milles nautiques de l'île San Miguel. Le 4 novembre, le sous-marin accoste à Bordeaux, où se trouve la base italienne de Betasom,.
Le 13 décembre 1940, il quitte Bordeaux pour sa deuxième mission, mais quatre jours plus tard, une vague blesse gravement le commandant en second et un artilleur, obligeant le Nani à revenir.
Dans la nuit du 17 au 18 décembre, alors qu'il était amarré, il a subi une attaque d'avions, mais a réussi à détruire l'un d'entre eux avec ses mitrailleuses.
Le 20 décembre 1940, le Nani quitte le Betasom pour rejoindre les côtes irlandaises, mais après le 3 janvier 1941, il n'y a plus de nouvelles du sous-marin.
Selon les Britanniques, le sous-marin aurait été coulé avec tout son équipage par la corvette HMS Anemone (K48) le 7 janvier 1941, mais il faut noter que l'action de cette unité s'est déroulée à 290 milles nautiques du secteur d'embuscade du Nani.
Avec la disparition du sous-marin, le commandant, le capitaine de corvette Gioacchino Polizzi, 6 autres officiers et 46 sous-officiers et marins.

## Palmarès
| Mission | Date            | Bateau             | Nation      | Tonnage en tonneaux | Notes          |
| ------- | --------------- | ------------------ | ----------- | ------------------- | -------------- |
| 1re     | 5 août 1940     | Kingstone Shappire | Royaume-Uni | 356                 | Chalutier armé |
| 1re     | 27 octobre 1940 | Maggie             | Suède       | 1 583               | Cargo          |
| Total:  | Total:          | Total:             | Total:      | 1 939 tonneaux      |                |